# サンコーホーム
株式会社サンコーホームは、秋田県横手市に本社を置く日本の住宅メーカーである。横手市を中心に秋田県の県央・県南を基盤としている。

## 概要
1935年（昭和10年）に横手市平鹿町（当時・平鹿郡醍醐村）にて、後藤梅五郎により創業。宮大工として数多くの神社仏閣の建設に携わり、1990年（平成2年）6月に「後藤住建工業」として現在の会社が設立された。
社名が「サンコーホーム」に変更されたのは1997年（平成9年）5月のことで、社会貢献・社員幸福・良い会社の「3つの幸せ」を実現したいとして命名された。

## 沿革
以下、注釈の無い項目は公式サイトの情報によるもの。
- 1935年（昭和10年） - 創業。
- 1990年（平成2年）6月 - 会社設立。
- 1994年（平成6年）6月 - 横手店及びモデルハウス開設。
- 1997年（平成9年）
  - 3月 - 秋田市に秋田南店及びモデルハウス開設。
  - 5月 - 社名変更。
- 2000年（平成12年）5月 - 大仙市に大曲店及びモデルハウス開設。
- 2010年（平成22年）7月 - 本社及び横手店を移転。「住まいの情報館 ハウジング・ピア」（ショールーム）開設。
- 2012年（平成24年）5月 - 秋田市に「住まいのアトリエ スタジオ・ピア」（ショールーム）開設。
- 2018年（平成30年）
  - 1月 - 秋田市のさきがけハウジングパークにモデルハウス開設。
  - 10月 - 大仙市に「住まいの専門館」（ショールーム）開設。

## 営業拠点
- 本社・横手支店：秋田県横手市赤坂字館ノ下155番地
- 秋田支店：秋田県秋田市東通八丁目1番15号
- 大曲支店：秋田県大仙市戸蒔字錨126番地
- 不動産事業部：秋田県秋田市東通五丁目8番26号
- 桧家住宅（FC）：秋田市保戸野千代田町1番42号

モデルハウス
- 由利本荘市中梵天
- 横手市条里
- ピアステージ湯沢駅前展示場（湯沢市）
- さきがけハウジングパーク（秋田市）
- AKTハウジングセンター「桧家住宅」（秋田市）